# Parque Aquático Maria Lenk
Der Parque Aquático Maria Lenk (deutsch Wasserpark Maria Lenk) ist ein Sportbad im Stadtteil Barra da Tijuca der brasilianischen Metropole Rio de Janeiro. Die 2007 eröffnete Sportstätte besitzt 6500 Plätze und ist nach der brasilianischen Schwimmerin Maria Lenk benannt, die im April 2007 im Alter von 92 Jahren verstarb.

## Geschichte
Die 2007 eröffnete Schwimmanlage hat eine Fläche von 42.000 m² und liegt im Complexo Esportivo Cidade dos Esportes, zu der auch die Arena Olímpica do Rio, die Radrennbahn Velódromo Municipal do Rio sowie die ehemalige Motorsport-Rennstrecke Autódromo Internacional Nelson Piquet gehört. Es wurde für die Panamerikanischen Spiele 2007 errichtet. Dort wurden die Wettbewerbe im Schwimmen, Wasserspringen und Synchronschwimmen abgehalten.
Das Schwimmbecken und das Sprungbecken werden von zwei überdachten, klimatisierten Tribünen flankiert. Der Sprungturm besitzt fünf Plattformen. Das 50-Meter-Becken mit zehn Bahnen hat eine Breite von 25 m sowie eine Tiefe von drei Metern. Das Sprungbecken misst 30 × 25 Meter, bei einer Tiefe von bis zu fünf Meter. Am 17. März 2008 schloss das Comitê Olímpico Brasileiro (COB) mit der Stadt Rio de Janeiro einen Vertrag über die Nutzung des Parque Aquático Maria Lenk. Der Kontrakt hat eine Laufzeit vom 20 Jahren. Das COB ist u. a. für die Verwaltung verantwortlich und trägt die Kosten der Instandhaltung.
Bei den Olympischen Sommerspielen 2016 waren die Wettbewerbe im Synchronschwimmen, Wasserspringen und Wasserball im Parque Aquático beheimatet. Das Bad erhielt besondere Aufmerksamkeit, als sich das Wasser während der Spiele durch Algeneinfluss grün färbte.